# Jämntjärnen
Jämntjärnen är en sjö i Härjedalens kommun i Härjedalen och ingår i Ljusnans huvudavrinningsområde. Sjön har en area på 0,0525 kvadratkilometer och ligger 433,1 meter över havet.

## Delavrinningsområde
Jämntjärnen ingår i det delavrinningsområde (689591-144254) som SMHI kallar för Mynnar i Jämnån. Medelhöjden är 461 meter över havet och ytan är 12,33 kvadratkilometer. Räknas de 2 avrinningsområdena uppströms in blir den ackumulerade arean 46,92 kvadratkilometer. Norr-Jämnen som avvattnar avrinningsområdet har biflödesordning 4, vilket innebär att vattnet flödar genom totalt 4 vattendrag innan det når havet efter 221 kilometer. Avrinningsområdet består mestadels av skog (70 procent). Avrinningsområdet har 0,05 kvadratkilometer vattenytor vilket ger det en sjöprocent på 0,4 procent.